# Forest Heights
Forest Heights és una població dels Estats Units a l'estat de Maryland. Segons el cens del 2000 tenia 2.585 habitants.

## Demografia
Segons el cens del 2000, Forest Heights tenia 2.585 habitants, 897 habitatges, i 670 famílies. La densitat de població era de 2.079,3 habitants/km².
Dels 897 habitatges en un 31,1% hi vivien nens de menys de 18 anys, en un 45,6% hi vivien parelles casades, en un 23,4% dones solteres, i en un 25,3% no eren unitats familiars. En el 19,8% dels habitatges hi vivien persones soles el 5,5% de les quals corresponia a persones de 65 anys o més que vivien soles. El nombre mitjà de persones vivint en cada habitatge era de 2,88 i el nombre mitjà de persones que vivien en cada família era de 3,34.
Per edats la població es repartia de la següent manera: un 27,3% tenia menys de 18 anys, un 7,4% entre 18 i 24, un 25,9% entre 25 i 44, un 28,6% de 45 a 60 i un 10,8% 65 anys o més.
L'edat mediana era de 38 anys. Per cada 100 dones de 18 o més anys hi havia 82,5 homes.
La renda mediana per habitatge era de 57.697 $ i la renda mediana per família de 60.313 $. Els homes tenien una renda mediana de 35.705 $ mentre que les dones 35.273 $. La renda per capita de la població era de 21.556 $. Entorn del 2,8% de les famílies i el 3,3% de la població estaven per davall del llindar de pobresa.

## Poblacions més properes
El següent diagrama mostra les poblacions més properes.